# Sea Launch
Sea-launch är ett internationellt konsortium, baserat i Long Beach Kalifornien, USA, som tillhandahåller satellituppskjutningar från en flytande, mobil plattform som före varje uppskjutning seglar till en lämplig plats nära ekvatorn.

## Ägarförhållanden
Företaget startades 1995 och delägare var 2006: Boeing, Seattle, USA (40%); RSC-Energia, Moskva, Ryssland (25%); Kvaerner ASA, Oslo, Norge (20%) och SDO Yuzhnoye/PO Yuzhmash, Dnipropetrovsk, Ukraina (15%).

## Ansvarsfördelning
Driften fördelas i korthet enligt:
- Boeing tillhandahåller noskonen och monterar nyttolasten.
- SDO Yuzhnoye / PO Yuzhmash tillhandahåller steg ett och två av bärraketen, Zenit-3SL.
- RSC Energia tillhandahåller steg tre (Block DM-SL).
- Aker ASA sköter plattformen "Odyssey" samt fartyget "Sea Launch Commander" som är ett flytande kontrollrum tillika monteringsverkstad.

## Fartyg
"Odyssey" är en modifierad begagnad oljeplattform som försetts med en automatiserad uppskjutningsramp.
Efter ankomst till ekvatorn, normalt på en plats vid 154 grader västlig longitud, fylls ballasttankar med vatten för stabilitet. Därefter flyttar all personal över till kommandofartyget som sedan fjärrstyr avtäckning, resning, tankning och uppskjutning av raketen från behörigt avstånd.

## Bärraketen
Alla tre stegen drivs med flytande syre och fotogen.
Systemet kan placera en satellit på 6000 kg i geostationär överföringsbana.

## Historia
Mellan 1999 och 2005 sköts 18 satelliter upp, varav 17 för betalande kunder.
Endast en av dessa misslyckades helt (en annan hamnade i felaktig bana, men man lyckades senare manövrera även denna till korrekt position).